# William N. Richardson
William N. Richardson (* 8. Mai 1839 in Athens, Alabama; † 31. März 1914 in Atlantic City, New Jersey) war ein US-amerikanischer Rechtsanwalt, Richter und Politiker (Demokratische Partei).

## Werdegang
William N. Richardson besuchte eine öffentliche Schule. Er war Sklavenhalter.  Während des Amerikanischen Bürgerkrieges diente er in der Konföderiertenarmee. Im April 1865 wurde er in Marietta (Georgia) auf Ehrenwort entlassen. Richardson war zwischen 1865 und 1867 Mitglied im Repräsentantenhaus von Alabama. Er studierte Jura, bekam 1867 seine Zulassung als Anwalt und fing dann in Huntsville an zu praktizieren. Richardson war zwischen 1875 und 1886 Richter am Nachlass- und Amtsgericht von Madison County. Er nahm 1904 als Delegierter an der Democratic National Convention teil. Dann wurde er in den 56. US-Kongress gewählt, um dort die Vakanz zu füllen, die durch den Rücktritt von Joseph Wheeler entstand. Er wurde in den 57. US-Kongress wiedergewählt, sowie in die sechs nachfolgenden US-Kongresse. Richardson war im US-Repräsentantenhaus vom 6. August 1900 bis zu seinem Tod 1914 in Atlantic City tätig, wo er sich aus gesundheitlichen Gründen aufhielt. Während seiner Zeit im US-Kongress hatte er den Vorsitz über das Committee on Pensions (62. und 63. US-Kongress). Er wurde auf dem Maple Hill Cemetery in Huntsville beigesetzt.